# Frances Sidney
Frances Radcliffe (o Radclyffe), Contessa di Sussex, nata Frances Sidney (Penshurst, 1531 – Bermondsey, 9 marzo 1589) è stata una nobildonna inglese, Lady of the Bedchamber di Elisabetta I d'Inghilterra e fondatrice del Sidney Sussex College dell'Università di Cambridge.

## Biografia
Lady Frances Sidney nacque intorno al 1531 a Penshurst Place, nel Kent, quarta e ultima figlia di Sir William Sidney ed Anne Pagenham; suo fratello maggiore era Sir Henry Sidney. La famiglia Sidney si era arricchita durante il XV secolo grazie ai vasti possedimenti in Sussex e nel Surrey e, all'inizio del XVI secolo, erano in stretti rapporti con la corona inglese. Nell'aprile 1555 Frances sposò Thomas Radcliffe ad Hampton Court e le nozze furono festeggiate in pompa magna con un torneo a cui partecipò anche Filippo II di Spagna. 
Frances era la seconda moglie di Radcliffe, la cui prima moglie Elizabeth Wriothesley  era morta appena tre mesi prima, dopo dieci anni di matrimonio e senza dare alla luce alcun erede. La fretta con cui Radcliffe convolò a nuove nozze suggerisce che fosse ansioso di avere un erede e Lady Sidney lo seguì in Irlanda nel 1556 dopo la sua nomina a Lord deputato; anche il loro matrimonio sarebbe rimasto senza figli. Arrivati a Dublino, la coppia ritenne il castello non adatto a fare loro da dimora, preferendo quindi alloggiare nel priorato di Kilmainham. Un anno dopo il loro arrivo in Irlanda, Radcliffe ereditò il titolo di conte di Sussex dal padre e Frances a sua volta divenne contessa consorte.
Thomas fu Lord deputato fino al 1560 e poi Lord luogotenente d'Irlanda fino al 1564, ma insieme alla moglie trascorse gran parte di questi otto anni in Inghilterra. Ciò impedì a Lady Sidney di affermarsi nella società irlandese in un periodo caratterizzato dal continuo alternarsi tra anglicanesimo e cattolicesimo; insieme alle sue frequenti assenze, anche la mancanza di figli non la faceva vedere di buon occhio dai funzionari inglesi locali.
Nel 1571 Frances entrò nelle grazie di Elisabetta, che la visitò per ben due volte a Bermondsey durante l'anno e la nominò Lady of the Bedchamber nel 1578. Nel 1583 rimase vedova: gli ultimi anni di matrimonio erano stati tesi anche a causa dei continui pettegolezzi su di lei e il marito, forse messi in giro dal rivale, Robert Dudley, I conte di Leicester, che irritarono la regina al punto che Frances fu costretta a difendersi dalle maldicenze in una lettera alla sovrana, che però Elisabetta rifiutò di leggere.
Dopo la morte del marito, Lady Sidney si inasprì e fece proprio il motto protestante "Dieu me garde de calomnie", che comunque non la salvò da altre calunnie, tra cui quelle messe in giro dal parlamentare Arthur Hall, che lei aveva respinto. Morì nella sua tenuta di Bermondsey il 9 marzo 1589 e fu sepolta nella cappella di San Paolo nell'Abbazia di Westminster il 15 aprile seguente. Nel suo testamento lasciò cinquemila sterline per la costruzione del Sidney Sussex College dell'Università di Cambridge; il suo testamento fu impugnato dagli eredi e soltanto l'intervento di Elisabetta permise che il desiderio della donna fosse realizzato: il college fu inaugurato nel 1596.